# Marios Nikolaou (1983)
Marios Nikolaou (in greco: Μάριος Νικολάου; Limisso, 4 ottobre 1983) è un ex calciatore cipriota, di ruolo centrocampista.

## Carriera

### Club
Marios Nikolaou cresce calcisticamente nell'Arīs Limassol, squadra con cui debutta tra i professionisti nel 1998. Con il club disputa quattro stagioni, collezionando 59 presenze e 8 reti. Nel 2002 si trasferisce all'Omonia Nicosia, una delle principali squadre cipriote, ma trova poco spazio, giocando solo 8 partite in due stagioni.
Nel 2004 torna all'Arīs Limassol, dove si rilancia con 62 presenze e 10 gol in tre stagioni. Le sue prestazioni gli valgono una chiamata dal campionato greco: nel 2007 firma con il Paniōnios G.S.S., con cui disputa 70 partite in Super League, segnando una rete.
Nel 2010 rientra a Cipro per vestire la maglia dell'AEL Limassol, club con cui vive una lunga esperienza di cinque stagioni totalizzando 128 presenze e 6 gol. Nel 2015 si trasferisce in Grecia, al Levadeiakos, con cui gioca 15 partite.
Nel 2016 fa una breve esperienza in Finlandia con l'Inter Turku, prima di fare ritorno all'AEL Limassol, dove chiude la carriera nel 2018.

### Nazionale
Nikolaou ha vestito la maglia della nazionale cipriota Under-21, disputando una presenza. Dal 2003 al 2017 è stato convocato nella nazionale maggiore, con cui ha totalizzato 54 presenze.

## Caratteristiche tecniche
Era un mediano.

## Palmarès

### Club

#### Competizioni nazionali
- Campionato cipriota: 2

Omonia: 2002-2003
AEL Limassol: 2011-2012
- Supercoppa di Cipro: 1

Omonia: 2003